# Guldbagge 1980
La 16ª edizione del Premio Guldbagge, che ha premiato i film svedesi del 1979 e del 1980, si è svolta a Stoccolma il 22 settembre 1980.

## Vincitori
Miglior film
- Mannen som blev miljonär, regia di Mats Arehn

Miglior regista
- Non assegnato

Miglior attrice
- Non assegnato

Miglior attore
- Peter Lindgren - Jag är Maria

Premio Speciale
- Filmhäftet

Premio Ingmar Bergman
- Lena Olin